# آستانا تايغرز
آستانا تايغرز هو فريق كرة سلة في كازاخستان تأسس في سنة 2000 يقع مقره في أستانة، ينافس في الدوري الكازاخي.

## الإنجازات
بطولة كازاخستان:
- 6 : 2005، 2006، 2007، 2008، 2009، 2010

كأس كازاخستان لكرة السلة:
- 4 الفوز: 2004، 2006، 2008، 2010

## أبرز اللاعبين
من أبرز اللاعبين الذين لعبوا معه:
- ديمتري غافريلوف
- ألكسندر تيوتيونيك
- أنتون بونوماريف